# الکساندر بالدین
الکساندر بالدین (استونیایی: Aleksander Baldin؛ زادهٔ ۳۱ اوت ۱۹۸۴) شناگر اهل استونی است. وی در بازی‌های المپیک تابستانی ۲۰۰۴ شرکت کرده است.